# 1977-es magyar fedett pályás atlétikai bajnokság
Az 1977-es magyar fedett pályás atlétikai bajnokság a negyedik bajnokság volt, melyet február 23. és február 24. között rendeztek Budapesten, az Olimpiai Csarnokban. A versenyre 43 egyesület 347 atlétát nevezett.

## Naptár
| február 23. | február 23.      | február 24. | február 24.       |
| Idő         | Esemény          | Idő         | Esemény           |
| ----------- | ---------------- | ----------- | ----------------- |
|             | 60 m férfi       |             | rúdugrás férfi    |
|             | 400 m férfi      |             | 200 m férfi       |
|             | 1500 m férfi     |             | 800 m férfi       |
|             | magasugrás       |             | 3000 m férfi      |
|             | távolugrás férfi |             | 60 m gát férfi    |
|             | súlylökés férfi  |             | 4 × 180 m férfi   |
|             | 400 m női        |             | hármasugrás férfi |
|             | 1500 m női       |             | 60 m női          |
|             | 60 m gát női     |             | 200 m női         |
|             | 4 × 180 m női    |             | 800 m női         |
|             | távolugrás női   |             | magasugrás női    |
|             |                  |             | súlylökés női     |

A selejtezőket délelőtt rendezték.

## Eredmények

### Férfiak
| Versenyszám | Arany                                                               | Arany   | Ezüst                                                                  | Ezüst   | Bronz                                                          | Bronz   |
| ----------- | ------------------------------------------------------------------- | ------- | ---------------------------------------------------------------------- | ------- | -------------------------------------------------------------- | ------- |
| 60 m        | Lépold Endre Pécsi MSC                                              | 6,59    | Tatár István Bp. Honvéd                                                | 6,62    | Babáj László Debreceni MTE                                     | 6,65    |
| 200 m       | Magyar Gyula Bp. Honvéd                                             | 22,19   | Korona László Bp. Spartacus                                            | 22,28   | Pintér József Debreceni EAC                                    | 22,38   |
| 400 m       | Magyar Gyula Bp. Honvéd                                             | 48,85   | Galántai Sándor Gödöllői EAC                                           | 49,69   | Hornyacsek Nándor Újpesti Dózsa                                | 49,70   |
| 800 m       | Zsinka András Újpesti Dózsa                                         | 1:50,6  | Hrenek János Ferencvárosi TC                                           | 1:51,3  | Ötvös Imre Ferencvárosi TC                                     | 1:51,4  |
| 1500 m      | Zemen János Újpesti Dózsa                                           | 3:53,1  | Ötvös Imre Ferencvárosi TC                                             | 3:53,7  | Szántó Tamás Debreceni MTE                                     | 3:54,2  |
| 3000 m      | Golács Miklós BKV Előre                                             | 8:00,2  | Varga János Salgótarjáni Kohász                                        | 8:03,8  | Szénégető István Kazincbarcikai Vegyész                        | 8:14,8  |
| 60 m gát    | Milassin Lóránd Bp. Honvéd                                          | 7,86    | Bercsényi Miklós BEAC                                                  | 7,89    | Bodó Béla Debreceni MTE                                        | 7,92    |
| 4 × 180 m   | Magyar Gyula Szétag László Habony László Tatár István Bp. Honvéd SE | 1:20,8  | Szélessy György Horváth Rusznák Sándor Hornyacsek Nándor Újpesti Dózsa | 1:21,6  | Galántai Sándor Gócsa Fritz János Szentesi István Gödöllői EAC | 1:22,0  |
| magasugrás  | Major István Bp. Honvéd                                             | 216 cm  | Kelemen Endre Újpesti Dózsa                                            | 212 cm  | Kujalek Károly Kun Béla SE                                     | 212 cm  |
| rúdugrás    | Franke László Bp. Honvéd                                            | 480 cm  | Novobáczky József TFSE                                                 | 480 cm  | Kiss Kálmán Csepel SC                                          | 460 cm  |
| távolugrás  | Szalma László Kun Béla SE                                           | 761 cm  | Németh Gyula Bakony Vegyész                                            | 746 cm  | Sárközi András Ferencvárosi TC                                 | 720 cm  |
| hármasugrás | Cziffra Zoltán Bp. Honvéd                                           | 15,99 m | Katona Gábor Bp. Honvéd                                                | 15,79 m | Bakosi Béla Nyíregyházi VSSC                                   | 15,57 m |
| súlylökés   | Szabó László Videoton                                               | 17,35 m | Gajdán László Ganz-MÁVAG                                               | 17,14 m | Fejér Géza Bp. Honvéd                                          | 16,78 m |

### Nők
| Versenyszám | Arany                                                          | Arany   | Ezüst                                                                | Ezüst   | Bronz                                                                 | Bronz   |
| ----------- | -------------------------------------------------------------- | ------- | -------------------------------------------------------------------- | ------- | --------------------------------------------------------------------- | ------- |
| 60 m        | Szabó Ildikó Nyíregyházi VSSC                                  | 7,38    | Lukics Ildikó Bp. Honvéd                                             | 7,40    | Gyurcsánszky Erzsébet Ganz-MÁVAG                                      | 7,61    |
| 200 m       | Lukics Ildikó Bp. Honvéd                                       | 24,80   | Pál Ilona Hatvani Kinizsi                                            | 24,87   | Könye Irma Bp. Honvéd                                                 | 24,89   |
| 400 m       | Pál Ilona Hatvani Kinizsi                                      | 55,37   | Könye Irma Bp. Honvéd                                                | 55,68   | Séfer Rozália Szombathelyi Haladás                                    | 56,28   |
| 800 m       | Lipcsei Irén Debreceni MTE                                     | 2:06,5  | Lázár Magdolna Debreceni EAC                                         | 2:08,8  | Hoffmann Györgyi Mohács                                               | 2:11,3  |
| 1500 m      | Lázár Magdolna Debreceni EAC                                   | 4:22,6  | Jankó Ilona Bakony Vegyész                                           | 4:28,6  | Csipán Borbála Bp. Honvéd                                             | 4:34,0  |
| 60 m gát    | Bruzsenyák Ilona Újpesti Dózsa                                 | 8,33    | Siska Xénia Bp. Vasas                                                | 8,41    | Balogh Katalin Zalaegerszegi TE                                       | 8,61    |
| 4 × 180 m   | Könye Irma Ziegner Anikó Faragó Emese Lukics Ildikó Bp. Honvéd | 1:30,7  | Gyovai Gertrud Anka Éva Tóth Gabriella Baumann Gizella Újpesti Dózsa | 1:34,4  | Molnár Anna Juhász Erzsébet Molnár Rozália Gyöngy Ibolya Szolnoki MÁV | 1:34,8  |
| magasugrás  | Rudolf Erika Bp. Spartacus                                     | 190 cm  | Sámuel Edit Bp. Spartacus                                            | 188 cm  | Mátay Andrea MAFC                                                     | 182 cm  |
| távolugrás  | Szabó Ildikó Nyíregyházi VSSC                                  | 654 cm  | Kósa Erika Újpesti Dózsa                                             | 617 cm  | Ziegner Anikó Bp. Honvéd                                              | 615 cm  |
| súlylökés   | Menyhárt Krisztina Bp. Honvéd                                  | 16,39 m | Armuth Edit Ferencvárosi TC                                          | 15,92 m | Molnár Mária Bp. Vasas                                                | 15,40 m |

## Új országos rekordok
- férfi magasugrás: Kulajek Károly (212 cm, 208 cm) ifjúsági országos csúcs
- női 800 m: Lipcsei Irén (2:06,5)
- női magasugrás: Rudolf Erika (190 cm)